# Sarobeia angelinae
Sarobeia angelinae là một loài bướm đêm trong họ Geometridae.